# 330
330 (CCCXXX) je bilo navadno leto, ki se je po julijanskem koledarju začelo na četrtek.

## Dogodki
- zgrajen Konstantinopel.